# Anna Fischer

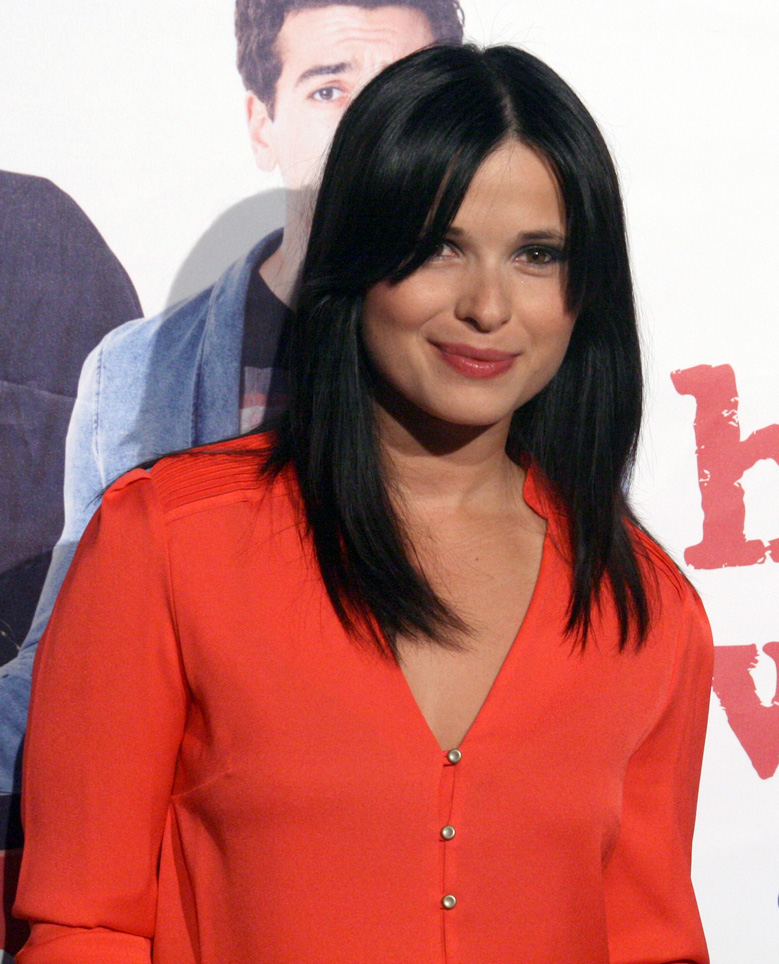
Anna Fischer (2012)

Marion Anna Fischer (* 18. Juli 1986 in Ost-Berlin) ist eine deutsche Schauspielerin und Sängerin der Indie-Rock-Band Panda. Der Durchbruch als Schauspielerin gelang ihr 2005 in Jeanette Wagners liebeskind. Weitere Bekanntheit erlangte sie ab 2018 als Ada Holländer, Assistentin der blinden Rechtsanwältin Romy Heiland in Die Heiland – Wir sind Anwalt sowie ab 2019 als Lisa Taubenbaum in Die Bestatterin. Seit 2003 trat sie in über 60 Film- und Fernsehrollen in Erscheinung.

## Leben

### Herkunft und Jugend
Anna Fischer wuchs im Berliner Bezirk Hohenschönhausen mit einer Schwester auf. Die Tochter einer Erzieherin und eines Werksangestellten widmete sich mit elf Jahren der Musik. Sie war Mitglied in der von Kurt Demmler produzierten „Kinder-Girlgroup“ Zungenkuss, engagierte sich bei Musical-Aufführungen und verfasste eigene Klaviergesangsstücke.

## Werdegang

### Film und Fernsehen

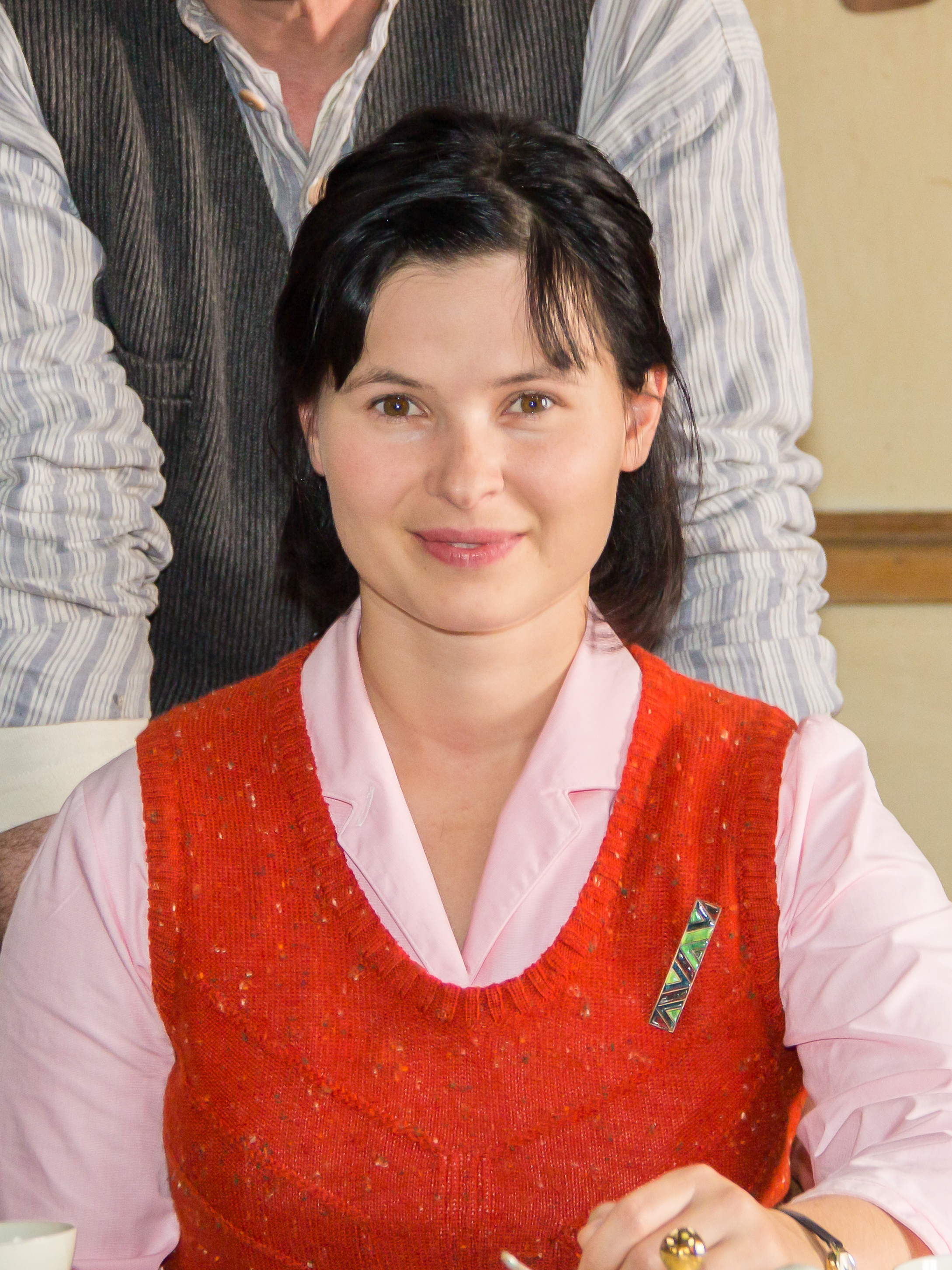
Anna Fischer bei den Dreharbeiten zum Fernsehfilm Teufelsbraten, Folge Aufbruch, der in den 1960er Jahren spielt, 2015

Bei einem Auftritt 2002 mit einer Freundin in einem Club in Prenzlauer Berg wurde Fischer von dem Regisseur Hans-Christian Schmid für den Film entdeckt, der ihr ein Jahr später eine Nebenrolle in Lichter (2003) übertrug. Dem preisgekrönten Drama folgten Gastauftritte in Fernsehserien wie u. a. Berlin, Berlin (2003), SOKO Leipzig (2004) und SOKO Wismar (2005), sowie Engagements in Kurzfilmen junger Filmhochschulabsolventen und Regisseure, darunter Nikias Chryssos’ Schwarze Erdbeeren und Peter Langes Bomben auf Berlin (beide 2005). Daraufhin verließ Fischer, die sich als schlechte Schülerin beschreibt, nach der 10. Klasse das Gymnasium.
Der Durchbruch als Schauspielerin gelang Fischer 2005 mit der Hauptrolle in Jeanette Wagners liebeskind. In dem kammerspielartigen Drama spielte sie die 17-jährige Alma, die nach Jahren der Trennung ihren leiblichen Vater (gespielt von Lutz Blochberger) wiedersieht. Bei der halbwüchsigen Berlinerin, die davon träumt, Schauspielerin zu werden, vermischt sich bald die jahrelange Sehnsucht nach dem Vater mit ihrer erwachenden Sexualität. Wagners Abschlussfilm für die Berliner Filmakademie lief auf dem Berliner Filmfest, konkurrierte im Wettbewerb des renommierten Sundance Filmfestivals und brachte Anna Fischer Ende Januar 2006 den Max-Ophüls-Preis als beste Nachwuchsdarstellerin sowie eine Nominierung für den New Faces Award ein. Trotzdem scheiterte das Inzest-Drama an der Hürde, einen deutschen Kinoverleih zu finden. Monate später wurde liebeskind vom ZDF in die Reihe Gefühlsecht des Kleinen Fernsehspiels aufgenommen und im Herbst 2006 im Fernsehen ausgestrahlt. Fischers Spiel rückte erneut in den Mittelpunkt der Kritiker: Taz beschrieb in ihrer Filmkritik die Leistung der Hauptdarstellerin als „Mixtur aus Entdeckerstolz und Verletzlichkeit [und hoffte darauf] noch oft in dieses Gesicht [zu schauen,] in dem Naivität und Tiefe einen aufreibenden Wettkampf austragen“, während die Frankfurter Rundschau Fischers Spiel als glaubwürdig lobte.
Nach dem Erfolg von liebeskind absolvierte Anna Fischer 2006 weitere Gastauftritte in Fernsehserien wie Der letzte Zeuge oder Zwei Engel für Amor und wirkte in der europäischen Koproduktion Grenzgänger des deutsch-französischen Fernsehsenders ARTE mit. Im selben Jahr war Fischer mit einer Nebenrolle in der Verfilmung von Gudrun Pausewangs Jugendbuch Die Wolke wieder im deutschen Kinofilm vertreten. 2007 war die in Berlin lebende Schauspielerin als Walter Sittlers punkige Tochter Klara in dem ARD-Fernsehfilm Reife Leistung! zu sehen. Anfang Februar 2007 wurde Fischer bei der Verleihung der Goldenen Kamera mit der mit 20.000 Euro dotierten Lilli-Palmer-&-Curd-Jürgens-Gedächtniskamera als beste Nachwuchsschauspielerin geehrt.
In der folgenden Zeit spielte Fischer mit Erfolg in deutschen Fernsehproduktionen, die in der jüngeren deutschen Geschichte spielten. Kritikerlob brachte ihr 2008 die Hauptrolle in Hermine Huntgeburths Fernsehproduktion Teufelsbraten ein. In dem Zweiteiler, der auf Ulla Hahns Roman Das verborgene Wort basiert, schlüpfte sie in die Rolle eines verschüchterten und trotzigen Teenagers, dessen Wissensdurst in der rheinisch-katholischen Arbeiterfamilie der 1960er Jahre auf Widerstand stößt. Für den Part der Hildegard, den sie sich mit zwei jüngeren Darstellerinnen teilte, erhielt sie 2009 den Grimme-Preis. Der am 7. Dezember 2016 in der ARD gezeigte einteilige Fernsehfilm Aufbruch stellt die Fortsetzung des genannten Zweiteilers Teufelsbraten dar. Im selben Jahr war sie in dem ZDF-Dreiteiler Die Rebellin (2009) als Schwester von Alexandra Neldel zu sehen, die als Gesangstalent an der Enge ihres Lebens und ihrer Einsamkeit zu zerbrechen droht. Sowohl diese Nebenrolle, als auch die einer DDR-Offizierstochter, die sich der Dissidentenszene anschließt (Wir sind das Volk – Liebe kennt keine Grenzen, 2008), brachte ihr den Deutschen Fernsehpreis ein. In dem ARD-Spielfilm Schattenkind der Fernsehreihe Bloch spielte sie neben Florian Bartholomäi die junge Krankenschwester Meret Zimmermann. Von 2009 bis 2013 war sie regelmäßig in der ZDF-Samstagskrimireihe Bella Block als Mitbewohnerin der von Hannelore Hoger gespielten titelgebenden Kommissarin zu sehen. In dem Märchenfilm Die Bremer Stadtmusikanten, der im Januar 2010 in der ARD im Rahmen der Märchen-Reihe Sechs auf einen Streich erstmals ausgestrahlt wurde, spielte Fischer an der Seite von Florian Martens und Gesine Cukrowski die junge Bauerstochter Lissi.

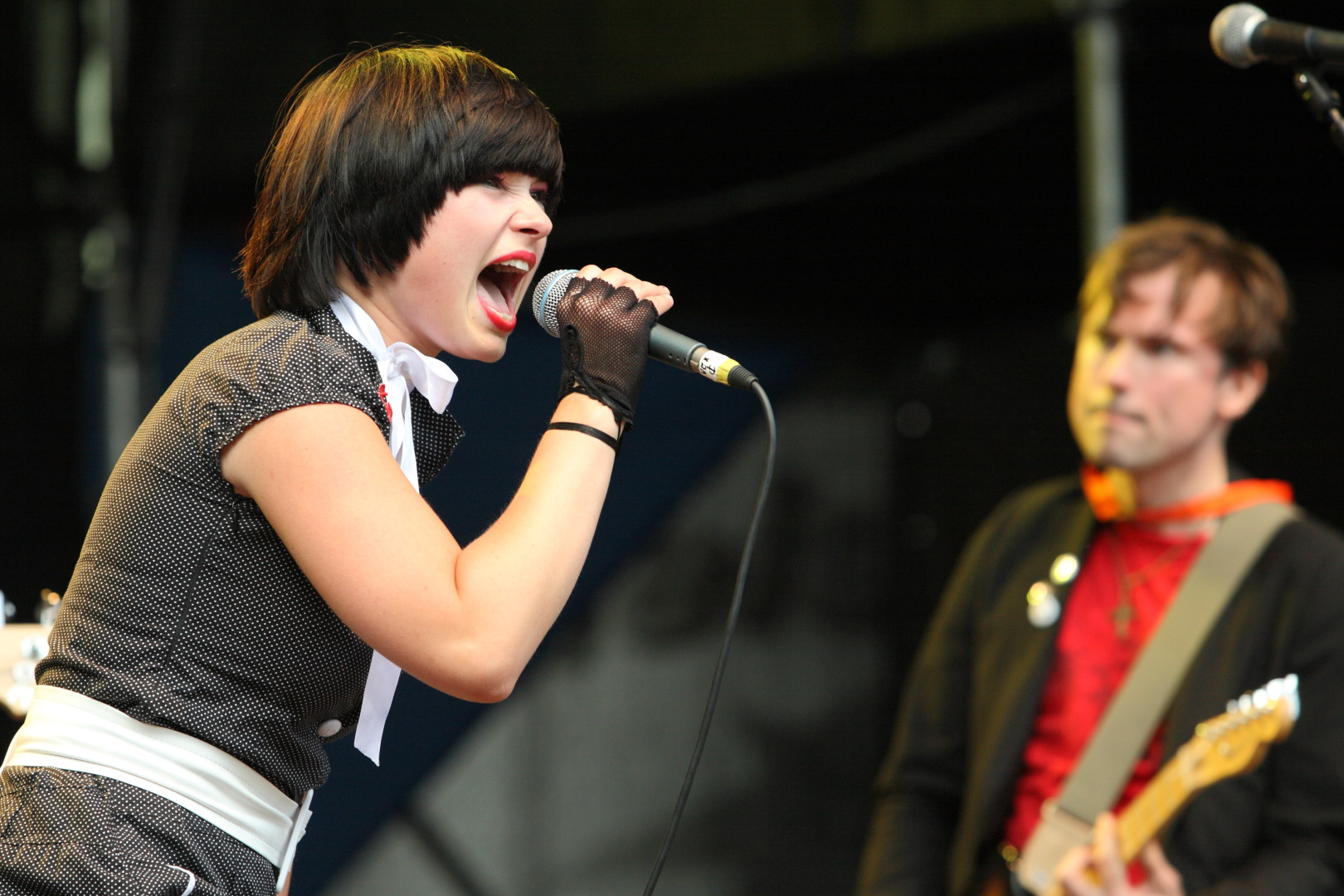
Anna Fischer als Sängerin bei einem Panda-Konzert, 2007

Seit 2017 spielt sie in der ARD-Krimireihe Harter Brocken die Kommissarin Mette Vogt. In der Justizfernsehserie Die Heiland – Wir sind Anwalt war sie von September 2018 bis Dezember 2021 neben Lisa Martinek und Christina Athenstädt in der Rolle der Anwaltsassistentin Ada Holländer zu sehen, die die blinde Anwältin Romy Heiland bei ihrer Arbeit unterstützte. Seit 2019 agiert sie in der Titelrolle der Krimireihe Die Bestatterin. Für den Weihnachtsfilm Stenzels Bescherung (2019), in dem sie die obdachlose Straßenmusikerin Jana spielte, interpretierte Fischer die Musiktitel Jetzt kommt die Zeit und Irgendwann.

### Leadsängerin der BandPanda
Neben ihrer Schauspielkarriere trat Fischer als Leadsängerin und Songwriterin der 2004 gegründeten fünfköpfigen Band Panda auf. Ihre Musik lehnte sich laut eigenen Angaben an die Beatmusik der 1970er Jahre an. Anfang Mai 2007 wurde die erste Single Jeht kacken veröffentlicht, der das Album Tretmine und eine weitere Single-Auskopplung folgten.

## Filmografie

### Kino
- 2003: Lichter
- 2005: liebeskind
- 2006: Die Wolke
- 2006: Grenzgänger (Les Européens)
- 2008: Unter Strom
- 2008: Fleisch ist mein Gemüse
- 2009: Liebe Mauer
- 2010: Groupies bleiben nicht zum Frühstück
- 2010: Wir sind die Nacht
- 2012: Heiter bis wolkig
- 2012: Ralph reichts (Stimme von Vanellope)
- 2012: Die Lebenden
- 2014: Besser als Nix
- 2016: Das letzte Abteil
- 2019: Chaos im Netz (Stimme von Vanellope)

### Fernsehen

#### Fernsehfilme
- 2005: Kometen
- 2007: Reife Leistung!
- 2007: Teufelsbraten (Zweiteiler)
- 2008: Ein Job
- 2008: Wir sind das Volk – Liebe kennt keine Grenzen
- 2009: Kommissar Rex – Ein tödliches Match (Rex – L’ultima partita)
- 2009: Die Rebellin
- 2009: Die Bremer Stadtmusikanten
- 2010: Masserberg
- 2013: Stille
- 2014: Frauenherzen
- 2014: Besondere Schwere der Schuld
- 2014: Weihnachten für Einsteiger
- 2016: Die Hochzeit meiner Eltern
- 2016: Aufbruch → siehe Teufelsbraten (2007)
- 2017: Fluss des Lebens – Geliebte Loire
- 2017: Der König von Berlin
- 2018: Entdecke die Mandy in Dir
- 2019: Stenzels Bescherung

#### Fernsehserien und -reihen
- 2003: Berlin, Berlin
- 2003: SOKO Leipzig (Episode: Letzte Hoffnung Leipzig)
- 2005: Mit Herz und Handschellen (Episode: Einsame Entscheidung)
- 2005: SOKO Wismar (Episode: Der Zinker)
- 2006: Zwei Engel für Amor (Episode: Liebe und Kummer)
- 2006–2007: Mein Leben und Ich
- 2007: Der Kriminalist (Episode: Außer Kontrolle)
- 2007–2008: KDD – Kriminaldauerdienst (Fernsehserie, 10 Episoden)
- 2007: Hilfe! Hochzeit! – Die schlimmste Woche meines Lebens (Fernsehserie)
- 2007: Der letzte Zeuge (Episode: Die Handschrift des Mörders)
- 2008; 2011: Notruf Hafenkante (verschiedene Rollen, zwei Episoden)
- 2009: Bloch (Episode: Schattenkind)
- 2010: Bella Block (Episode: Das schwarze Zimmer)
- 2012: SOKO Stuttgart (Episode: Tödliche Bilanz)
- 2013: Bella Block (Episode: Hundskinder)
- 2013: Bella Block (Episode: Angeklagt)
- 2015: Marie Brand (Episode: Marie Brand und das Erbe der Olga Lenau)
- 2016: Einfach Rosa (Episode: Verliebt, verlobt, verboten)
- 2017: Beutolomäus und der wahre Weihnachtsmann
- seit 2017: Harter Brocken
  - 2017: Die Kronzeugin
  - 2017: Der Bankraub
  - 2019: Der Geheimcode
  - 2020: Die Fälscherin
  - 2021: Der Waffendeal
  - 2022: Das Überlebenstraining
  - 2023: Der Goldrausch
- 2018–2021: Die Heiland – Wir sind Anwalt (3 Staffeln)
- seit 2018: Unser Sandmännchen (als „Geschichtenerzählerin“)
- seit 2019: Die Bestatterin
  - 2019: Der Tod zahlt alle Schulden
  - 2021: Die unbekannte Tote
  - 2023: Zweieinhalb Tote
  - 2025: Tote leben länger
- 2023: Jenseits der Spree (Episode: Einsam sterben)
- 2024: Ein starkes Team (Episode:  Tod einer Pflegerin)

## Diskografie
(mit der Band Panda)
EPs
- 2014: Im Rudel

Alben
- 2007: Tretmine

Singles
- 2007: Jeht kacken
- 2007: Frauen und Männer
- 2006: Liebe

## Hörspiele und Hörbücher (Auswahl)
- 2014: Stuart Kummer und Edgar Linscheid: The Cruise – Eine Kreuzfahrt wird zum Horrortrip (Serie mit 8 Folgen), WDR[9]
- 2017: William Faulkner: Licht im August, SWR
- 2018: Sophie Kinsella: Mami Fee & ich – Der große Cupcake-Zauber, cb j audio, ISBN 978-3-8371-4102-3
- 2018: Sophie Kinsella: Mami Fee & ich – Die zauberhafte Geburtstagsparty, cb j audio, ISBN 978-3-8371-4104-7
- 2021: Stuart Kummer und Edgar Linscheid: Caiman Club – Lobbyismus-Thriller-Serie (Staffel 3), WDR[10]

## Auszeichnungen
- 2006: Max-Ophüls-Preis: Beste Nachwuchsdarstellerin für Liebeskind
- 2007: Goldene Kamera: Lilli Palmer & Curd Jürgens Gedächtniskamera als beste Nachwuchsdarstellerin
- 2009: Adolf-Grimme-Preis: Auszeichnung für Teufelsbraten (gemeinsam mit Ulrich Noethen)
- 2009: Deutscher Fernsehpreis: Beste Nebendarstellerin für Die Rebellin und Wir sind das Volk
- 2010: Franz Hofer-Preis/Filmhaus Award vom Filmhaus Saarbrücken
- 2010: Nominierung für Hessischer Film- und Kinopreis, als Beste Hauptdarstellerin für Masserberg
- 2011: DIVA – Deutscher Entertainment Preis
- 2017: Naperville Independent Filmfestival, Chicago, Best Actress für Das letzte Abteil